# 胡夸蘭
胡夸蘭（西班牙語：Jucuarán），是薩爾瓦多的城鎮，位於該國東南部，由烏蘇盧坦省負責管轄，面積239.69平方公里，海拔高度601米，2007年人口13,424，人口密度每平方公里56.01人。
13°15′N 88°15′W / 13.250°N 88.250°W